# Oleksandr Zinòviev
Oleksandr Mikhàilovitx Zinòviev (ucraïnès: Олександр Михайлович Зінов'єв o Aleksandr Mikhàilovitx Zinóviev (rus: Александр Михайлович Зиновьев), (Velíkie Luki, 3 de maig de 1961 - Cincinnati, 21 de febrer de 2005) va ser un ciclista ucraïnès que també va competir per la Unió Soviètica. Com a amateur va guanyar dos Campionats del Món en contrarellotge per equips.

## Palmarès
- 1983
  -  Campió del món en contrarellotge per equips (amb Iuri Kaixirin, Sergej Novolokin i Oleh Txujda)
  -  Campió de la Unió Soviètica en contrarellotge per equips
- 1984
  -  Campió de la Unió Soviètica en ruta
  - Medalla d'or als Jocs de l'Amistat en ruta
  - 1r a la Volta a la Baixa Saxònia i vencedor d'una etapa
  - Vencedor d'una etapa a la Milk Race
- 1985
  -  Campió del món en contrarellotge per equips (amb Vassil Jdànov, Igor Sumnikov i Víktor Klímov)
  - 1r a la Volta a Cuba
  - Vencedor d'una etapa al Tour de l'Avenir
- 1986
  - Vencedor d'una etapa a la Settimana Ciclistica Bergamasca
  - Vencedor de 2 etapes al Trofeu Joaquim Agostinho
- 1987
  - Vencedor d'una etapa al Circuit de La Sarthe
  - Vencedor d'una etapa al Ruban granitier breton
- 1992
  - Vencedor d'una etapa a la Volta a l'Alentejo

### Resultats a la Volta a Espanya
- 1989. 132è de la classificació general